# James Esdaile
Pour les articles homonymes, voir Esdaile.
James Esdaile, né le 6 février 1808 à Montrose, Angus et mort le 10 janvier 1859 à Sydenham, est un médecin écossais connu pour sa pratique du magnétisme animal, notamment en anesthésiologie chirurgicale via l'état d'esdaile à l'époque qui a immédiatement précédé la découverte du chloroforme par James Young Simpson. 

## Biographie
Fils du pasteur James Esdaile et de Margaret Blair, James Esdaile suit des études de médecine à l'université d'Édimbourg où il obtient son doctorat en 1830. Cette même année, il est nommé assistant chirurgien à la Compagnie anglaise des Indes orientales et arrive à Calcutta, Bengal, en 1831. Ayant souffert de bronchite chronique et d'asthme depuis son adolescence, Esdaile espérait que le climat de l'Inde lui serait bénéfique.
Esdaile pratique le magnétisme animal pour la première fois le 4 avril 1845. Rapidement, il gagne une réputation pour sa pratique de chirurgie sans douleur. En 1846, le vice-gouverneur du Bengal, sir Herbert Maddocks, nomme une commission pour étudier les travaux d'Esdaile. Cette commission émet un rapport favorable le 9 octobre 1846.
Esdaile prend sa retraite en 1853 et rentre en Écosse.

## Relation avec l'hypnotisme
Selon les auteurs, on classe Esdaile parmi les praticiens du magnétisme animal (aussi appelé mesmérisme, du nom de son inventeur Frédéric-Antoine Mesmer) ou parmi les premiers praticiens de l'hypnose. 
Il est traditionnel de faire remonter la pratique de ce que nous appelons actuellement hypnose à la réaction de James Braid à une démonstration publique des techniques de magnétisme animal donnée par Charles Lafontaine à Manchester le 13 novembre 1841.